# Restaurant Savoy
Savoy est un restaurant d'Esplanadi à Helsinki en Finlande,.

## Présentation
En 1937, le nouveau siège social de la Société Ahlstrom, nommé le palais de l’industrie (finnois : Teollisuuspalatsi) et conçu par Valter Jung, est inauguré au 14, rue Eteläesplanadi à Helsinki.
Une partie du bâtiment est réservée pour le restaurant Savoy.
Harry Gullichsen demande à  Alvar Aalto de réaliser la décoration du restaurant des sixième et septième étages.
La décoration intérieure est conçue par Aino Aalto, Alvar Aalto et Dora Jung avec la société Artek.
Le plus célèbre objet de décoration du restaurant Savoy est le vase Savoy conçu par  Alvar et Aino Aalto.
Les premiers restaurateurs du Savoy sont Gustav Rasmussen et Runar Björklund. 
Puis le restaurant sera géré par Yhtyneet Ravintolat et depuis mars 1999 par Royal Ravintolat Oy.